# Черкио
Черкио (итал. Cerchio) је насеље у Италији у округу Л'Аквила, региону Абруцо.
Према процени из 2011. у насељу је живело 1621 становника. Насеље се налази на надморској висини од 802 м.

## Становништво
Према резултатима пописа становништва 2011. у општини је живело 1.653 становника.
| 1931. | 1936. | 1951. | 1961. | 1971. | 1981. | 1991. | 2001. | 2011. |
| ----- | ----- | ----- | ----- | ----- | ----- | ----- | ----- | ----- |
| 2.709 | 2.657 | 2.602 | 2.152 | 1.777 | 1.770 | 1.735 | 1.669 | 1.653 |

## Партнерски градови
- Anagni